# Pharsalia suturalis
Pharsalia suturalis là một loài bọ cánh cứng trong họ Cerambycidae.